# Discographie d'Anarchic System
Le groupe Anarchic System a enregistré une quarantaine de titres durant leurs six années d'activité. Après l'arrêt du groupe en 1978, la maison de production Delphine a fait enregistrer quelques morceaux sous leur nom, dont le célèbre Movie Star qui servit de gimmick pour les publicités de chewing-gum.

## Les titres
| Titre                                                  | Durée | Date d'enregistrement | Date de publication | Média de publication |
| "POP CORN"                                             | 3:06  | 1972                  | 1972                | Single "Popcorn",AZ, index SG 397 et ré-édition SG 554 "Vacances d'enfer" vol 2, WARNER MUSIC, index 5101135072                                                      |
| "POP CORN" (instrumental)                              | 3:37  | 1972                  | 1972                | Single "Popcorn",AZ, index SG 397 et ré-édition SG 554 Album "Anarchic System" , AZ, index 6886 611                                                                  |
| "Carmen Brasilia"                                      | 2:39  | 1972                  | 1972                | Single "Carmen Brasilia" _ The New Popcorn _, AZ, index SG 411 Album "Anarchic System" , AZ, index 6886 611                                                          |
| "Royal Summer"                                         | 2:34  | 1973                  | 1974                | Single "Royal Summer", AZ, index SG 443 ; Dison Records, index DS-113 Album "Anarchic System" , AZ, index 6886 611                                                   |
| "Royal Summer" (instrumental)                          | 2:36  | 1973                  | 1973                | Single "Royal Summer", AZ, index SG 443 ; Dison Records, index DS-113                                                                                                |
| "Chérie SHA LA LA"                                     | 2:46  | 1973                  | 1973                | Single "Chérie Sha la la", Delphine, index 64000 Album "Anarchic System" , AZ, index 6886 611                                                                        |
| "Barbara"                                              | 2:07  | 1973                  | 1973                | Single "Chérie Sha la la", Delphine, index 64000 |
| "Charmer Rock"                                         | 2:08  | 1974                  | 1974                | Album "Pussycat c'est la vie" Delphine, index 700003 Album "Anarchic System" , AZ, index 6886 611                                                                    |
| "Femme d'un autre monde"                               | 3:08  | 1974                  | 1974                | Album "Pussycat c'est la vie" Delphine, index 700003 |
| "Lonely Days"                                          | 2:49  | 1974                  | 1974                | Album "Pussycat c'est la vie" Delphine, index 700003 |
| "Love oh my Love Amour"                                | 2:41  | 1974                  | 1974                | Single "Love, oh my Love Amour", Delphine, index 64004 Album "Pussycat c'est la vie" Delphine, index 700003                                                          |
| "I Made Up My Mind to Make Love"                       | 3:05  | 1974                  | 1974                | Single "Nana Nana Guili Guili Gouzy Gouzy", Delphine, index 64012 Album "Pussycat c'est la vie" Delphine, index 700003 Album "Anarchic System" , AZ, index 6886 611  |
| "Winter Regal"                                         | 2:36  | 1974                  | 1974                | Album "Pussycat c'est la vie" Delphine, index 700003 Album "Anarchic System" , AZ, index 6886 611                                                                    |
| "Starlight"                                            | 2:34  | 1974                  | 1974                | Album "Pussycat c'est la vie" Delphine, index 700003 Album JC Borelly "Dolannes mélodie", instrumental 1975, Delphine                                                |
| "See Me, Hear Me"                                      | 2:47  | 1974                  | 1974                | Single "Love, oh my Love Amour", Delphine, index 64004 Album "Pussycat c'est la vie" Delphine, index 700003                                                          |
| "Rock and Roll is Good for You"                        | 2:07  | 1974                  | 1974                | Single "Pussycat c'est la Vie", Delphine, index 64.007 Album "Pussycat c'est la vie" Delphine, index 700003                                                          |
| "PUSSYCAT c'est la Vie"                                | 2:45  | 1974                  | 1974                | Single "Pussycat c'est la Vie", Delphine, index 64007 Album "Pussycat c'est la vie" Delphine, index 700003                                                           |
| "Marjory so Tenderly"                                  | 3:02  | 1974                  | 1974                | Album "Pussycat c'est la vie" Delphine, index 700003 Album "Anarchic System" , AZ, index 6886 611                                                                    |
| "Mini"                                                 | 2:47  | 1974                  | 1974                | Album "Pussycat c'est la vie" Delphine, index 700003 Album "Anarchic System" , AZ, index 6886 611                                                                    |
| "Suspense"                                             | 2:39  | 1974                  | 1974                | Album "Anarchic System" , AZ, index 6886 611 |
| "Generation" (long version)                            | 19:15 | 1975                  | 1975                | Album "Generation",Delphine, index 700005 et ré-édition 700008 |
| "Generation" (short version)                           | 2:37  | 1975                  | 1975                | Single "Generation", Delphine, index 64016 Album "Generation",Delphine, index 700005 et ré-édition 700008                                                            |
| "Good Morning Love"                                    | 1:54  | 1975                  | 1975                | Album "Generation",Delphine, index 700005 et ré-édition 700008 Album "Anarchic System" , AZ, index 6886 611                                                          |
| "Wish to Know Why"                                     | 2:32  | 1975                  | 1975                | Single "Generation", Delphine, index 64016 Album "Generation",Delphine, index 700005 et ré-édition 700008 Album compilation JC Borelly, 1978, Delphine, index 700026 |
| "So is Life, Sad is Life"                              | 2:35  | 1975                  | 1975                | Album "Generation",Delphine, index 700005 et ré-édition 700008 |
| "Nana Nana Guili Guili Gouzy Gouzy"                    | 2:55  | 1975                  | 1975                | Single "Nana Nana Guili Guili Gouzy Gouzy", Delphine, index 64012 Album "Generation",Delphine, index 700005 et ré-édition 700008                                     |
| "1945"                                                 | 2:25  | 1975                  | 1975                | Album "Generation",Delphine, index 700005 et ré-édition 700008 |
| "Stop It"                                              | 3:12  | 1976                  | 1976                | Single "Stop It", Delphine, index 64020 |
| "A Journey in Tobaggo"                                 | 2:10  | 1976                  | 1976                | Single "Stop It", Delphine, index 64020 |
| "Daddy, Mammy, Juddy, Jimmy, Jully and all the family" | 2:59  | 1976                  | 1976                | Single "Daddy, Mammy, Juddy, Jimmy, Jully and all the Family", Delphine, index 64024                                                                                 |
| "Deep Throat"                                          | 3:02  | 1976                  | 1976                | Album "Generation, Album 2", Delphine, index 700009 |
| "A Night with Molly"                                   | 2:10  | 1976                  | 1976                | Album "Generation, Album 2", Delphine, index 700009 |
| "Linda"                                                | 2:30  | 1976                  | 1976                | Album "Generation, Album 2"", Delphine, index 700009 |
| "The secret of my Love"                                | 3:00  | 1976                  | 1976                | Album "Generation, Album 2", Delphine, index 700009 |
| "The Balls"                                            | 3:00  | 1976                  | 1976                | Album "Generation, Album 2", Delphine, index 700009 |
| "Tempest"                                              | 2:30  | 1976                  | 1976                | Album "Generation, Album 2", Delphine, index 700009 |
| "Sugar Baby Mission Space Recording" (long version)    | 18:25 | 1976                  | 1976                | Album "Generation, Album 2", Delphine, index 700009 |
| "Sugar Baby Mission Space Recording" (short version)   | 4:00  | 1976                  | 1976                | Single "Daddy, Mammy, Juddy, Jimmy, Jully and all the Family", Delphine, index 64024                                                                                 |
| "Goody Lady"                                           | 3:11  | 1977                  | 1978                | Single "Goody Lady", Delphine, index 64032 |
| "Nobody"                                               | 2:34  | 1977                  | 1978                | Single "Goody Lady", Delphine, index 64032 |
| "Yakety Yak"                                           | 3:25  | 1978                  | 1978                | Single inconnu, Delphine, index 64041 |
| "Shake and Shout"                                      | 3:00  | 1985                  | 1985                | Single inconnu, Delphine, index 880 726-7 |
| "MIXED UP"                                             | 3:25  | 1985                  | 1985                | Single inconnu, Delphine, index 880 726-7 |